# За оне који су на мору
За оне који су на мору (рус. За тех, кто в море) је совјетски играни филм из 1947. године у режији Александра Фајнцимера. Сценарио је по мотивима приче Бориса Лавренева "Рођендан" написао Моисеј Котов.

## Синопсис
Да би победио брзо и стекао велику славу, капетан Боровски својим бродовима даје погрешне координате немачких бродова. Он то чини како би лично извршио напад против нациста, без било каквог учешћа других бродова. 
Као резултат таквог недоличног понашања Боровског, била је фаталана трагедија, сви совјетски бродови су потопљени.
Али капетану Боровском пружају шансу за искупљење његове кривице пред Отаџбином и народом ...

## Улоге
| Глумац                 | Улога                             |
| ---------------------- | --------------------------------- |
| Михаил Жаров           | Харитонов                         |
| Александра Тришко      | Софија Петровна, мајка Харитонова |
| Дмитриј Павлов         | Максимов                          |
| Нинељ Мишкова          | Олга Шабунина                     |
| Генадиј Карнович-Валуа | Боровскиј, командир брода         |
| Елвира Луценко         | Елена Васиљевна Горелова, глумица |
| Данил Сагал            | Миша Рекало                       |
| Иван Љубезнов          | Лишев                             |
| Павел Шпрингфељд       | Андреј Клобуков                   |
| Георгиј Куровскиј      | Шубин                             |
| Степан Крилов          | Гудков                            |
| Михаил Дубрава         | Опанасенко                        |